# Helluomorphoides ferrugineus
Helluomorphoides ferrugineus är en skalbaggsart som beskrevs av Leconte. Helluomorphoides ferrugineus ingår i släktet Helluomorphoides och familjen jordlöpare. Inga underarter finns listade i Catalogue of Life.